# Elián Irala
Elián Mateo Irala (Castelar, 6 luglio 2004) è un calciatore argentino, centrocampista del San Lorenzo.

## Carriera
Elián Irala ha esordito con il Vélez il 28 gennaio 2021 contro l'Arsenal Sarandí.

## Statistiche

### Presenze e reti nei club
Statistiche aggiornate al 26 aprile 2025.
| Stagione        | Squadra         | Campionato      | Campionato | Campionato | Coppe nazionali | Coppe nazionali | Coppe nazionali | Coppe continentali | Coppe continentali | Coppe continentali | Altre coppe | Altre coppe | Altre coppe | Totale | Totale | Totale |
| Stagione        | Squadra         | Comp            | Pres       | Reti       | Comp            | Pres            | Reti            | Comp               | Pres               | Reti               | Comp        | Pres        | Reti        | Pres   | Reti   |        |
| --------------- | --------------- | --------------- | ---------- | ---------- | --------------- | --------------- | --------------- | ------------------ | ------------------ | ------------------ | ----------- | ----------- | ----------- | ------ | ------ | ------ |
| 2023            | San Lorenzo     | PD              | 9          | 0          | CA+CdL          | 1+1             | 0               | CS                 | 1                  | 0                  | -           | -           | -           | 12     | 0      |        |
| 2024            | San Lorenzo     | PD              | 22         | 2          | CA+CdL          | 3+12            | 0               | CL                 | 8                  | 0                  | -           | -           | -           | 45     | 2      |        |
| 2025            | San Lorenzo     | PD              | 15         | 0          | CA              | 1               | 0               | -                  | -                  | -                  | -           | -           | -           | 16     | 0      |        |
| Totale carriera | Totale carriera | Totale carriera | 46         | 2          |                 | 18              | 0               |                    | 9                  | 0                  |             | -           | -           | 73     | 2      |        |